# Cybister gracilis
Cybister gracilis är en skalbaggsart som beskrevs av Sharp 1882. Cybister gracilis ingår i släktet Cybister och familjen dykare. Inga underarter finns listade i Catalogue of Life.